# Podoimița, Stînga Nistrului
Podoimița este un sat din cadrul comunei Podoima, din raionul moldovenesc Camenca.
În timpul Uniunii statale polono-lituaniene, satul a făcut parte din provincia Bracławskie. În 1793, când a avut loc împărțirea Poloniei între Regatul prusac și Imperiul țarist, satul a trecut în mâinile rușilor.
1. ↑   http://date.gov.md/ro/system/files/resources/2015-11/coduri%20postale%20RM.xlsx Lipsește sau este vid: |title= (ajutor)